# Through a Long and Sleepless Night
Through a Long and Sleepless Night ist ein Lied aus dem Soundtrack des Films …und der Himmel lacht dazu aus dem Jahr 1949. Komponiert wurde der Song von Alfred Newman, getextet von Mack Gordon. Gesungen wird er im Film von Dorothy Patrick mit der Stimme von Eileen Wilson und von Hugh Marlowe mit der Stimme von Ken Darby.
Das Lied erzählt von den Sehnsüchten einer langen, schlaflosen Nacht, in der man sich die Frage stellt, wer schuld daran sei, dass die Beziehung zerbrochen ist, und ob der andere sich auch so schlaflos im Bett herumwälze.

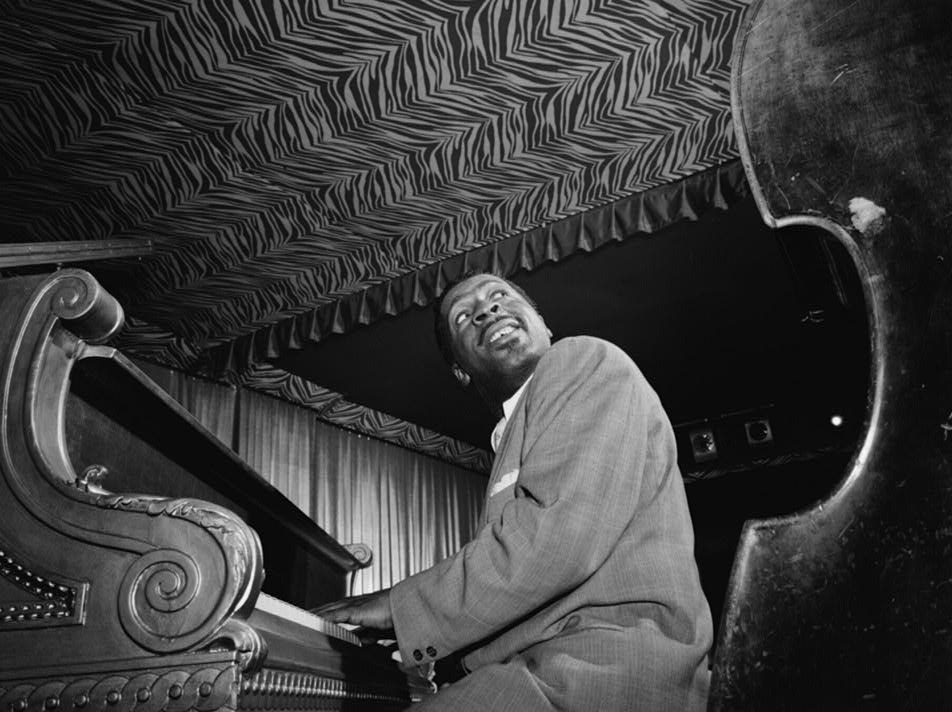
Erroll Garner, der den Song auf dem Piano spielte, um 1947, Fotografie von William P. Gottlieb.

## Coverversionen
- Der Song wurde am bekanntesten in der Version von Bobby Darin, der ihn schon früher sang, aber erst 1959 auf seinem Album That's All veröffentlichte.[2]
- Das Gesangstrio The Lettermen veröffentlichte das Lied 1960 auf seinem Album Look at Love[3]
- Erroll Garner  veröffentlichte 1961 eine Piano-Version auf seinem Album Plays Misty[4]
- Auch die Jazz- und  R & B-Sängerin Byrdie Green nahm sich des Songs an.[5]
- Die Soul- und Jazzsängerin Gloria Lynne veröffentlichte das Lied 1963 auf ihrem Album Gloria Lynne – Gloria, Marty & Strings[6]
- Jimmy Radcliffe nahm 1963 eine sehr gefühlvolle Version des Liedes bei Musicor Records auf.[7]
- Dean Martin veröffentlichte ebenfalls eine Version von Through a Long and Sleepless Night, zu hören auf seinem Album Dean Martin Selected Hits Vol. 6, herausgegeben von Charly Records.[8]
- Auch die Jazzsängerin Etta Jones veröffentlichte den Song, zu hören auf ihrem Album Something Nice.[9]
- The Chances machten daraus 1964 eine Rock’n’Roll-Version.[10]
- Die Jazzsängerin Irene Reid veröffentlichte das Lied auf ihrer Langspielplatte It’s only the beginning for Irene Reid bei MGM.[11]
- Weitere Versionen gibt es von dem Jazzpianisten und Sänger Freddy Cole,[12] und dem Sänger und Musiker Scott Walker, veröffentlicht auf seinem Album Scott (1967), im Bereich des Jazz ferner von Claude Thornhill, Sarah Vaughan, Gloria Lynne/Marty Paich und Meredith D’Ambrosio.[13]

## Auszeichnung/Nominierung
1950 war Through a Long and Sleeples Night in der Kategorie „Bester Song“ für einen Oscar nominiert. Die Auszeichnung ging jedoch an Frank Loesser und sein Lied Baby, It’s Cold Outside aus dem komödiantischen Musikfilm Neptuns Tochter (Neptune’s Daughter ).